# Diego Gallego
Diego Gallego Arnaiz es un ciclista profesional español. Nació en Burgos, el 9 de junio de 1982.
Como amateur ganó la Vuelta a Palencia en 2005. Debutó como profesional en 2006, con el equipo de su tierra, el Viña Magna-Cropu, en el que sigue actualmente, aunque con la denominación Burgos 2016-Castilla y León.

## Palmarés
2005
- 1 etapa del Circuito Montañés
- Bizkaiko Bira

2007
- 1 etapa del Cinturón a Mallorca

## Equipos
- Viña Magna-Cropu (2006-2007)
- Burgos Monumental (2008-2009)
- Burgos 2016-Castilla y León (2010-2011)